# The Machines
I Machines sono stati una stable di wrestling attiva nel periodo 1986-87 nella World Wrestling Federation. Il team era composto da noti wrestler che celavano la propria identità indossando una maschera simile a quella utilizzata da Super Strong Machine (il wrestler giapponese Junji Hirata) nella New Japan Pro-Wrestling. Era stato André the Giant, che aveva affrontato Hirata durante un tour in Giappone della NJPW nel 1984, ad avere l'idea delle maschere. I Machines venivano presentati come "un nuovo tag team dal Giappone" le cui identità dei membri erano sconosciute, anche se era ovvio a tutti quali fossero in realtà.
I Machines furono l'ultimo tag team al quale Capt. Lou Albano fece da manager in WWF sino al suo ritorno nella federazione nel 1994 come manager degli Headshrinkers.

## Storia
Dopo un intenso feud con André durato più di un anno, la Heenan Family di Bobby Heenan sfidò The Giant, e un partner di sua scelta, a lottare con King Kong Bundy & Big John Studd in un tag team match da disputarsi il 26 aprile 1986. Quando André non si presentò e venne sostituito da Ted Arcidi, Bobby Heenan lanciò subito una campagna a favore della sua sospensione dalla WWF. Dopo averci pensato su, il presidente WWF Jack Tunney fu costretto a sospendere André a causa della sua inadempienza agli obblighi contrattuali. Naturalmente, tutto era parte di una storyline, per permettere ad André di assentarsi per girare il film La storia fantastica le cui riprese si sarebbero svolte tra Gran Bretagna ed Irlanda. Inoltre, egli iniziava a risentire dei problemi alla schiena dovuti alla acromegalia della quale era afflitto, e necessitava di un periodo di pausa dal quadrato.
Meno di due mesi dopo la sospensione, apparvero diverse scenette nei programmi televisivi WWF annuncianti il debutto di un nuovo tag team mascherato proveniente dall'estremo oriente, i "The Machines": Giant Machine e Super Machine, con manager Lou Albano, e con l'unico scopo di dimostrare a tutti che erano la migliore coppia di lottatori del mondo. Super Machine era interpretato da Bill Eadie. Il suo ring name era un riferimento scherzoso alla sua precedente gimmick di "Masked Superstar". Sebbene fosse chiaro a tutti che Giant Machine era in realtà André the Giant, i commentatori lasciarono intendere che poteva trattarsi di Giant Baba, e non di André, a celarsi sotto la maschera.
Nelle settimane seguenti, Bobby Heenan fece ripetute dichiarazioni affermando che Giant Machine era André the Giant che cercava di "aggirare" la sua sospensione. Per motivare la sua ovvia affermazione, Heenan arrivò a dichiarare ironicamente che non conosceva giapponesi "alti due metri e mezzo e con l'accento francese". Le rimostranze di Heenan portarono Jack Tunney a decretare che se Giant Machine si fosse rivelato essere veramente André, la sospensione di quest'ultimo sarebbe diventata definitiva e permanente.
Il 5 agosto (il 23 agosto in tv), i Machines debuttarono in WWF quando Super Machine affrontò Tiger Chung Lee in un incontro singolo, mentre Albano e Giant Machine erano nel suo angolo a bordo ring. Più tardi quella stessa sera, Bobby Heenan fu visto aggirarsi a bordo ring scattando fotografie a Giant Machine cercando di ottenere le prove della sua vera identità. Una settimana dopo, Albano presentò un terzo membro dei Machine: Big Machine, interpretato da Blackjack Mulligan. André soffriva di gravi problemi alla schiena, e l'introduzione del personaggio di Big Machine serviva a dargli qualche momento di pausa in più.
Big Machine e Super Machine disputarono la maggior parte dei match contro gli uomini di Bobby Heenan, occasionalmente raggiunti da Lou Albano per incontri six man tag-team. Presto, altri wrestler mascherati (le cui identità erano note a tutti nonostante le maschere) iniziarono ad unirsi temporaneamente alla stable. Il 10 settembre, Big e Super Machine furono raggiunti da Animal Machine (George the Animal Steele) per sconfiggere King Kong Bundy, Big John Studd e Bobby Heenan. Il 16 settembre ai Machines si unì addirittura Hulk Machine (chiaramente Hulk Hogan con tanto di maglietta gialla recante la scritta hulkamania) per sconfiggere la Heenan Family. Hulk Machine tornò anche il 22 settembre per aiutare i Machines a vincere il main event al Madison Square Garden. Qualche settimana dopo, i Machines ricevettero aiuto da Piper Machine (Roddy Piper con tanto di kilt). Nel corso di un house show svoltosi a St. Paul (Minnesota), i Machines furono persino aiutati da Crusher Machine, che schienò Big John Studd per far così aggiudicare la vittoria al team. Il 28 ottobre, i Machines lottarono l'ultimo match con questa gimmick, perdendo contro Bundy & Studd.
A partire dal 29 novembre André the Giant ricominciò a combattere con la sua vera identità come niente fosse, e la storyline dei Machines venne presto accantonata. Bill Eadie (Super Machine) divenne Ax dei Demolition (gimmick che avrebbe interpretato con grande successo negli anni seguenti) mentre Big Machine lottò qualche match come Blackjack Mulligan prima di lasciare la federazione.

## Nel wrestling
Mosse finali
- Giant Machine
  - Elbow drop
  - Standing splash
- Super Machine
  - Swinging neckbreaker
- Big Machine
  - Lariat
- Hulk Machine
  - Running leg drop
- Piper Machine
  - Sleeper hold
- Animal Machine
  - Lifting hammerlock
- Crusher Machine
  - Bolo punch

Manager
- Captain Lou Albano

Musica d'ingresso
- World Wrestling Federation / Entertainment
  - Giant Press